# Fontellas
Fontellas è un comune spagnolo di 782 abitanti situato nella comunità autonoma della Navarra.